# 盘妻索妻
盘妻索妻，越剧古装剧，故事情节借自《盘夫索夫》。

## 剧情简介
梁如龙之子梁玉书，偶遇谢云霞，两人陷入恋情之中。梁玉书托刘仁元做媒，谢云霞始知梁玉书为杀父仇人之子。谢云霞为了报仇，假意允婚。中秋夜，梁玉书方知谢云霞之事，深表同情。不久，梁玉书进京赶考得中状元，梁父强迫玉书休妻，梁玉书便辞官还故里。梁如龙继室孙氏得知谢云霞为钦犯，欲加侵害，幸好丫鬟放走谢云霞。梁玉书回乡后，不见妻子，便向孙氏索妻。在刘仁元帮助下，梁玉书夫妻重逢，两人弃家出走。

## 演出
1939年，张志范根据《盘夫索夫》编剧。1961年，尹桂芳、陈曼、王艳霞、王骏重新整理该剧。2009年，《盘妻索妻》首次拍摄为电影。
该剧《洞房》《盘妻》两场为尹派越剧代表作。